# Aladin – Tausendundeiner lacht!
Aladin – Tausendundeiner lacht! (Originaltitel: Les Nouvelles Aventures d’Aladin) ist eine französische Fantasy-Filmkomödie von Arthur Benzaquen aus dem Jahr 2015, basierend auf einem Drehbuch von Daive Cohen. Der Film ist eine komödiantische Realverfilmung des Märchens Aladin und die Wunderlampe (ANE 346) aus den Märchen aus Tausendundeine Nacht. Die Hauptrollen verkörpern Kev Adams als Aladin, Vanessa Guide in der Rolle der Prinzessin Shallia (Badr al-Budur bzw. Prinzessin Jasmin) und Jean-Paul Rouve als Wesir.

## Handlung
Der junge Sam und Sofia sind ein Paar. Doch anders als Sam behauptet hat, ist er kein Börsenmakler, sondern verdient am Weihnachtsabend sein Geld als Weihnachtsmann in der Galeries Lafayette in Paris. Eine Reihe von Kindern bitten Sam, ihnen eine Geschichte zu erzählen. Zunächst weigert er sich, als die Kinder und der Abteilungsleiter jedoch darauf bestehen, erzählt er ihnen die Geschichte von Aladin und der Wunderlampe in einer Version mit seinen eigenen Ideen und Wendungen. Die Hauptfiguren und die Handlung der Geschichte sind ein Abbild der Geschehnisse in seinem eigenen Leben und der Lebensrealitäten des 21. Jahrhunderts. Seine Wünsche, kombiniert mit den Wünschen der Kinder, werden in der Geschichte umgesetzt.
Der charismatische Dieb und Hochstapler Aladin versucht im Bagdad des 11. Jahrhunderts zu überleben. Im Sultanspalast entschließt sich die temperamentvolle Prinzessin Shallia, nicht länger dem Gebot zu folgen, bis zu ihrer Hochzeit im Palast bleiben zu müssen und wagt sich verbotenerweise mit einer Dienerin auf den Markt, wo sie Aladin begegnet, der gerade eine Betrügerei versucht. Shallia konfrontiert ihn damit, wobei sich beide zueinander hingezogen fühlen. Aladin gelingt die Flucht in Wüste, wo er kurz vor dem Verdursten von einem Magier aufgefunden wird, der ihn bittet aus einer geheimen Wunderhöhle eine Lampe zu stehlen. Als Aladin allerdings auch noch etwas Gold mitgehen lässt, bleibt er in der Höhle gefangen. Als er an der Lampe reibt, kommt ein Dschinni zum Vorschein, der sie beide befreit. Durch eine List kann Aladin den Dschinni überzeugen, ihm nicht drei, sondern sieben Wünsche zu gewähren.
Um die Macht in Bagdad zu erlangen, will der böse Sultan die Kontrolle über Prinzessin Shallia erhalten und heuert den Dieb Khalid – einen Freund von Aladin – an, damit dieser sich als sein Neffe ausgibt und Shallia gegen ihren Willen heiratet. Doch dank eines Wunsches von Aladin hält jeder andere, der ihr zu nahe kommt, sie für hässlich, sodass es zu keiner Hochzeit kommt. Aladin kehrt nach Bagdad zurück und zieht als vermeintlicher Prinz in einem triumphalen und musikalischen Empfang ein und wirbt nun ebenfalls um die Prinzessin, die in ihm den jungen Mann vom Markt wiedererkennt und zustimmt.
Durch den ebenfalls nach Bagdad zurückgekehrten Magier erfährt der Wesir die Wahrheit über Aladin und lässt ihn festnehmen. Shallia versucht den Wesir zu verführen, um ihn zu erdrosseln und die Lampe zu entwenden, scheitert jedoch. Aladin wird von Khalid befreit und es kommt zum Kampf mit dem Wesir, den Aladin letztlich besiegen und gefangen nehmen kann. Mit seinem letzten Wunsch spricht Aladin den Lampengeist frei. Schließlich wird Sam aus der Geschichte herausgerissen und geht zu seiner Freundin Sofia, die ihn in der Galeries Lafayette als Weihnachtsmann erkannt hat und sich enttäuscht abwendet, weil er sie belogen hat. Sam eilt daraufhin zum Haus ihrer Familie und gesteht ihr seine Lügen und dass er sie liebt. Da Sam die Geschichte im Kaufhaus nicht zu Ende erzählt hat, folgen ihm die Kinder zu ihm nach Hause. Nun erzählt Sofia die Geschichte für ihn zu Ende, nimmt seine Entschuldigung an und verzeiht ihm. Im wahren Leben wie in der Aladin-Geschichte bleiben/werden sie ein Paar.

## Produktion und Veröffentlichung
Regie führte Arthur Benzaquen. Das Drehbuch schrieb Daive Cohen. Die Produzenten waren  Jérôme Seydoux und Daniel Tordjman. Die Musik komponierten Maxime Desprez und Michaël Tordjman. Für die Kameraführung war Pierre Aïm verantwortlich. Der Film hatte ein Budget von 15 Millionen Euro.
Aladin – Tausendundeiner lacht! kam am 14. Oktober 2015 in die französischen Kinos. Der Filmverleih war Pathé. Daneben wurde der Film nur in wenigen anderen Ländern in den Kinos gezeigt. Insgesamt besuchten etwa 4,8 Millionen Kinozuschauer den Film, davon allein rund 4,4 Millionen in Frankreich. Der Film spielte insgesamt 35,77 Millionen Euro an Kinoeinnahmen ein.

## Rezensionen
Auf der Website Rotten Tomatoes gefiel der Film dem Publikum in 35 Prozent.
Das Lexikon des internationalen Films schreibt: „Ein parodistisch-klamaukiger Filmspaß, bei dem zwar einige Gags plump ausfallen, der aber insgesamt als knallbunt-bollywoodeske, mit zahllosen Anspielungen und schrägem Humor arbeitende Aktualisierung des Märchens vom fantastischen Aufstieg eines Underdogs, der mit Hilfe eines Dschinns sein Glück macht, charmant unterhält.“
Jordan Mintzer vom Hollywood Reporter schreibt: „So sehr dieser mühsame, rücksichtslos unlustige Film auch auf Hochglanz poliert ist, ist es schwer zu sagen, ob jüngere Zuschauer all die unverhohlenen sexuellen Anspielungen und homophoben Sticheleien genießen oder gar verstehen werden, oder ob sie bei der arabesken Rap-Nummer "Yallah Yallah" mitsingen werden, die Adams in der Mitte des Films zum Besten gibt.“

## Adaptionen anderer Aladin-Erzählungen und Bezüge auf Tausendundeine Nacht
- Wie in der ursprünglichen Aladin-Erzählung sind der Wesir und der Magier zwei verschiedene Figuren.
- Wie in Disneys Aladdin-Verfilmung von 1992 lernt Aladin die Prinzessin auf dem Markt kennen, nachdem sie aus dem Palast geflohen ist.
- Als die verliebte Dienerin Rababa hört, dass sie enthauptet werden soll, fragt sie "Vor oder nach der Hochzeitsnacht?". Die Frage ist eine Anspielung auf Die Geschichte von König Schahriyar und Schahrasad, der Tochter seines Wesirs (ANE 1), in der König Schahriyar neue Frauen heiratet und diese am Tag nach der Hochzeitsnacht hinrichtet.

## Bezüge auf Lebensrealitäten des 21. Jahrhunderts und mehr
- Ähnlich wie die heutigen Benutzer von Automobilfahrzeugen, fragen sich die Besitzer fliegender Teppiche, wo sie denn nochmal geparkt haben.
- Der Magier bietet Aladin einen Cheeseburger an.
- Zu den Malereien des Sultans gehört ein Bild mit Döner-Kebab-Spießen.
- In der Wunderhöhle gerät Aladin in eine Falle und muss eine Kombination von Fußbodenplatten drücken, wobei er den Körper stark verrenkt; eine Anspielung auf das beliebte Spiel Twister.
- Als Aladin die Wunderlampe erstmals in Händen hält, liest er den Hinweis "Zum Entsperren, bitte reiben", eine Anspielung auf die Entsperrung von Touchscreens etwa bei modernen Smartphones. Später als der Wesir die Lampe in seinem Besitz hat und entsperren will, gibt es scheinbar zunächst nur Probleme mit dem Touchscreen, bis der Magier auf die Idee kommt, dass man auch einen Code benötigt.
- Mehrere Pop- und Rap-Songs kommen im Film vor.
- Der Wesir hat Pläne zum Bau eines großen Einkaufszentrums, wofür er die Bewohner eines Stadtviertels zwangsumsiedeln will.
- Die Prinzessin hat als Abendessen Sushi bestellt.
- Der Wesir präsentiert eine vermeintliche Sprinkleranlage, die inzwischen als Brandschutzvorkehrung "überall Pflicht" seien.
- Als die Prinzessin den Wesir verführen will, um ihn die Lampe zu entwenden, tut sie dies mit einem Tanz und Hintergrundmusik, die an Strip-Clubs erinnern.
- In einem Schattenspiel schlägt der Wesir in einem Schwertkampf Aladin die Hand ab, kurz zuvor bot er ihm an "auf die dunkle Seite" zu kommen und mit ihm über Bagdad zu herrschen. Kurz darauf eröffnet er dem schockierten Aladdin, dass er sein Vater sei, woraufhin dieser mit einem lauten "Nein!" reagiert. Alles dies ist eine Anspielung auf den Kampf zwischen Darth Vader und Luke Skywalker in Star Wars – Das Imperium schlägt zurück.

## Fortsetzung
Die Fortsetzung Aladin – Wunderlampe vs. Armleuchter (Alad’2) erschien 2018.

## Synchronisation
Die deutschsprachige Synchronisation entstand nach einem Dialogbuch und unter der Dialogregie von Henning Stegelmann durch die Mo Synchron in München.
| Rolle                      | Schauspieler     | Synchronsprecher   |
| -------------------------- | ---------------- | ------------------ |
| Sam / Aladin               | Kev Adams        | Patrick Roche      |
| Prinzessin Shallia / Sofia | Vanessa Guide    | Jacqueline Belle   |
| Khalid                     | William Lebghil  | Benedikt Gutjan    |
| Dschinni                   | Eric Judor       | Manou Lubowski     |
| Wesir                      | Jean-Paul Rouve  | Matthias Klie      |
| Sultan                     | Michel Blanc     | Kai Taschner       |
| Barbara / Rababa           | Audrey Lamy      | Elisabeth Günther  |
| Magier                     | Arthur Benzaquen | Claus-Peter Damitz |